# العلاقات الغواتيمالية الفنزويلية
العلاقات الغواتيمالية الفنزويلية هي العلاقات الثنائية التي تجمع بين غواتيمالا وفنزويلا.

## مقارنة بين البلدين
هذه مقارنة عامة ومرجعية للدولتين:
| وجه المقارنة                                              | غواتيمالا       | فنزويلا                                  |
| --------------------------------------------------------- | --------------- | ---------------------------------------- |
| المساحة (كم2)                                             | 108.89 ألف      | 916.45 ألف                               |
| عدد السكان (نسمة)                                         | 17.26 مليون     | 28.87 مليون                              |
| الكثافة السكانية (ن./كم²)                                 | 158.51          | 31.5                                     |
| العاصمة                                                   | غواتيمالا       | كاراكاس                                  |
| اللغة الرسمية                                             | اللغة الإسبانية | اللغة الإسبانية، لغة الإشارة الفنزويلية ‏ |
| العملة                                                    | كتزال غواتيمالي | بوليفار فنزويلي                          |
| الناتج المحلي الإجمالي (بليون دولار)                      | 75.62 مليار     | 482.36 مليار                             |
| الناتج المحلي الإجمالي (تعادل القوة الشرائية) بليون دولار | 126.21 مليار    |                                          |
| الناتج المحلي الإجمالي الاسمي للفرد دولار أمريكي          | 3.90 ألف        |                                          |
| الناتج المحلي الإجمالي للفرد دولار أمريكي                 | 7.45 ألف        |                                          |
| مؤشر التنمية البشرية                                      | 0.627           | 0.762                                    |
| رمز المكالمات الدولي                                      | +502            | +58                                      |
| رمز الإنترنت                                              | .gt             | .ve                                      |
| المنطقة الزمنية                                           | 00              | 00                                       |

## منظمات دولية مشتركة
يشترك البلدان في عضوية مجموعة من المنظمات الدولية، منها:
| علم المنظمة | اسم المنظمة                                                          | تاريخ انضمام غواتيمالا | تاريخ انضمام فنزويلا |
| ----------- | -------------------------------------------------------------------- | ---------------------- | -------------------- |
|             | وكالة ضمان الاستثمار متعدد الأطراف                                   | 11 يوليو 1996          | 9 مايو 1994          |
|             | منظمة الشرطة الجنائية الدولية                                        | ?                      | ?                    |
|             | منظمة حظر الأسلحة الكيميائية                                         | ?                      | ?                    |
|             | منظمة التجارة العالمية                                               | ?                      | ?                    |
|             | البنك الدولي للإنشاء والتعمير                                        | 28 ديسمبر 1945         | 30 ديسمبر 1946       |
|             | الأمم المتحدة                                                        | 21 نوفمبر 1945         | 15 نوفمبر 1945       |
|             | مؤسسة التمويل الدولية                                                | 20 يوليو 1956          | 28 ديسمبر 1956       |
|             | يونسكو                                                               | 2 يناير 1950           | 25 نوفمبر 1946       |
|             | الاتحاد البريدي العالمي                                              | ?                      | ?                    |
|             | المنظمة الهيدروغرافية الدولية                                        | ?                      | ?                    |
|             | وكالة حظر الأسلحة النووية في أمريكا اللاتينية ومنطقة البحر الكاريبي ‏ | ?                      | ?                    |
|             | الاتحاد الدولي للاتصالات                                             | 10 يوليو 1914          | 13 أغسطس 1920        |

## وصلات خارجية
- موقع وزارة الخارجية الغواتيمالية
- موقع وزارة الخارجية الفنزويلية